# アレゴリー

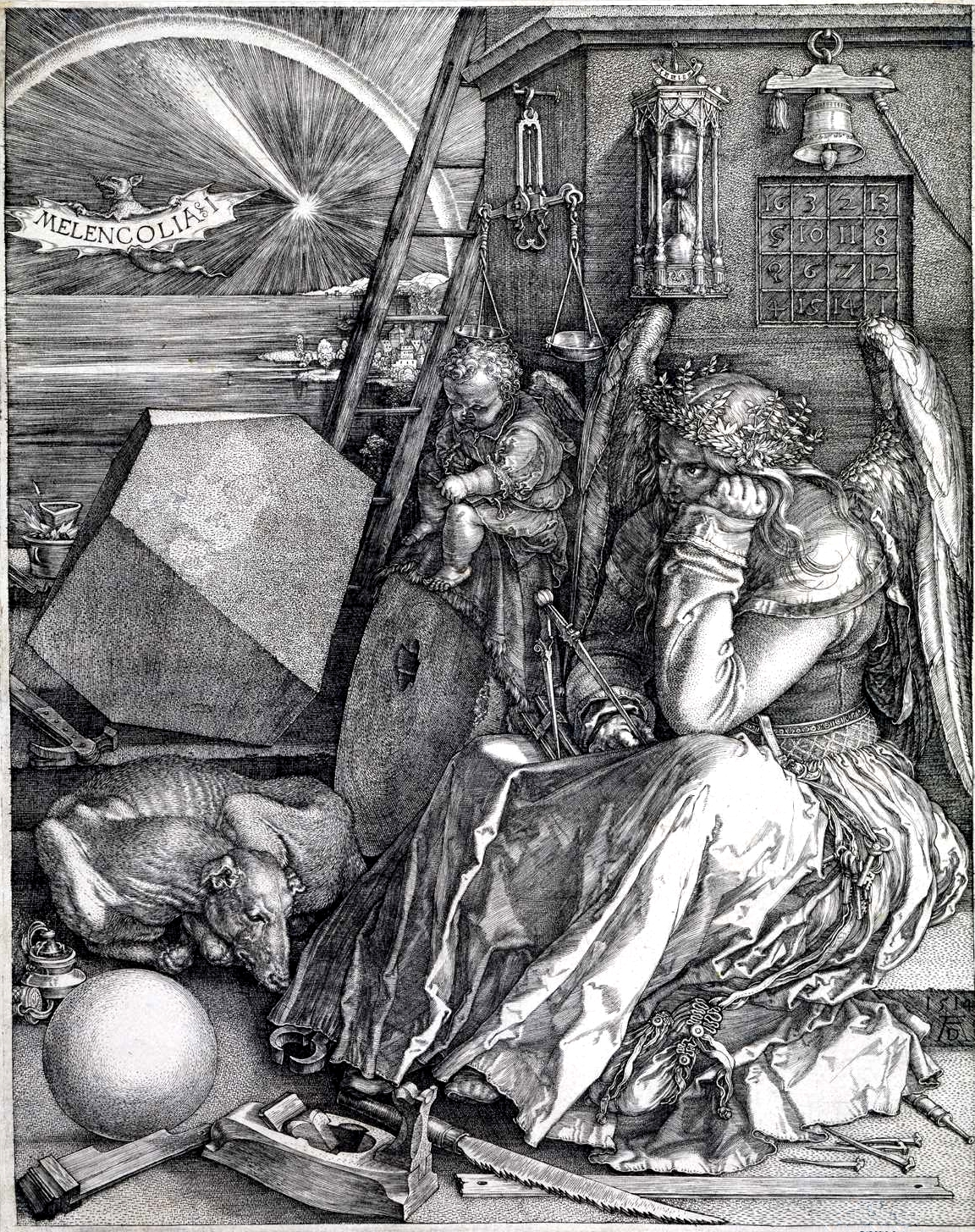
アルブレヒト・デューラー作、メランコリア I、抑うつ (ca. 1514)

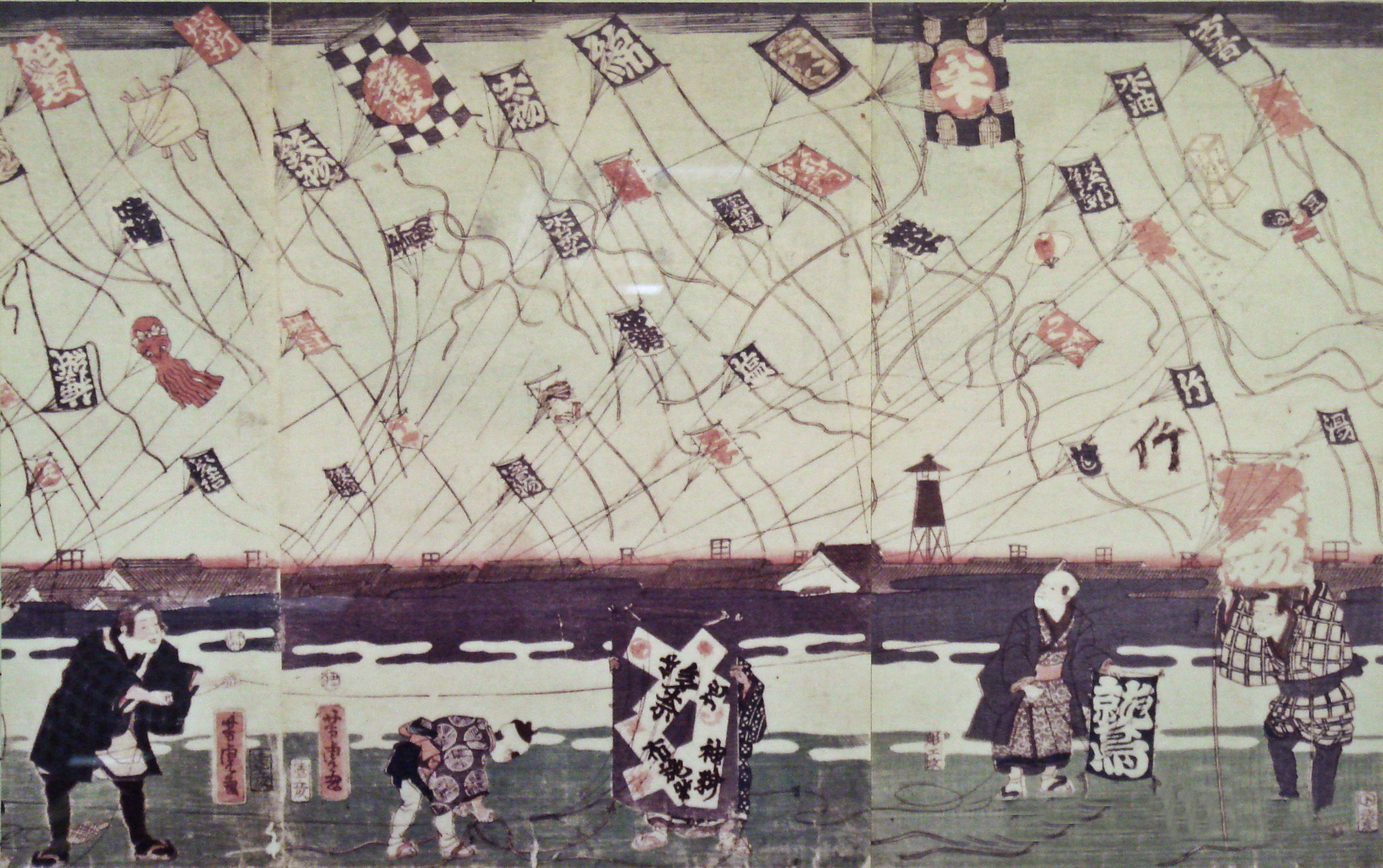
インフレーションのアレゴリー。 日本の浮世絵師の歌川芳虎・画。慶応元年（1865年）） 日本の江戸幕府末期の動乱期の市場物価の上昇を揶揄している。日本の浮世絵は元来、政治や社会の風刺画が多い。

アレゴリー（英: allegory）とは、抽象的なことがらを具体化する表現技法の一つで、おもに絵画、詩文などの表現芸術の分野で駆使される。意味としては比喩（ひゆ）に近いが日本語では寓意（ぐうい）、もしくは寓意像（ぐういぞう）と訳される。詩歌においては「諷喩」とほぼ同等の意味を持つ。また、イソップ寓話に代表される置き換えられた象徴である。
アレゴリーの特徴として、教訓や風刺の意味を持つことが多い。またその場合はできる限り普遍的なモチーフに置き換えることによって、その作品に触れた人々が置き換えられた概念を想起し易いようにさせている。例えば寓話にはしばしば「狡猾な狐」が登場するが、実際に狐が他の動物に比べてずば抜けて狡猾であると言う論拠はさほど多くはない。しかし詩文や絵画においては「狐や蛇＝狡猾」というイメージが説得力を持つことがしばしばである。これは狡猾という抽象的な概念を狐という動物になぞらえてあらわすものであり、この与えられた抽象を持つもの（あるいはものに与えられた抽象）がアレゴリーである。他の一例として、タロットカードの絵柄に見られるシンボリックなアイテムや宗教絵画などに登場するモチーフがそれに相当する。
- その他の例
  - 天秤＝公正
  - 白色＝純潔

歴史的にはギリシアにおいて神話上の人物を哲学的に解釈し始めた頃に生まれた概念であるとされる。その後聖書なども同じアプローチで解釈が行なわれた結果、キリスト教神学と中世の実在論哲学においてこの概念は大きく発展した。チェーザレ・リーパの『イコノロジア（図象学）』で特に頻繁に扱われている。また象徴（シンボル）とは微妙に意味を異にしており、一般に知られた普遍的な概念（「普遍」）と擬人（比喩）表現（「特殊」）が一体化しているシンボルと異なり、「普遍」と「特殊」がある意味においては逆になっても直観として双方に通じる意味を持つ場合をアレゴリーであるとシェリングは説いている。
現代美術においてもアレゴリーを用いた表現は自覚・無自覚を問わずに行なわれ続けている。

## 寓意画

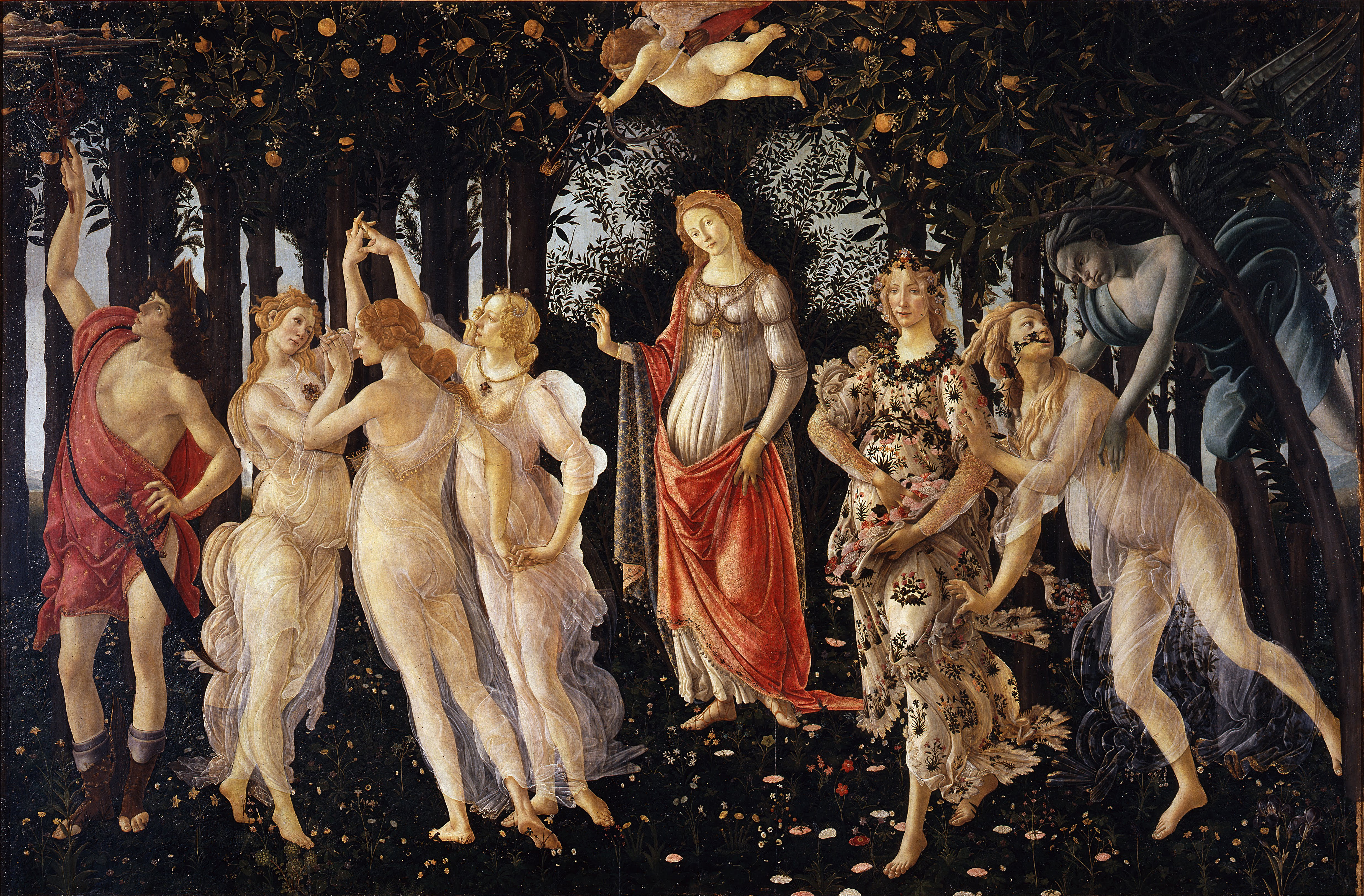
春に急成長を遂げる世界のアレゴリーであるという説のサンドロ・ボッティチェッリ画「プリマヴェーラ」
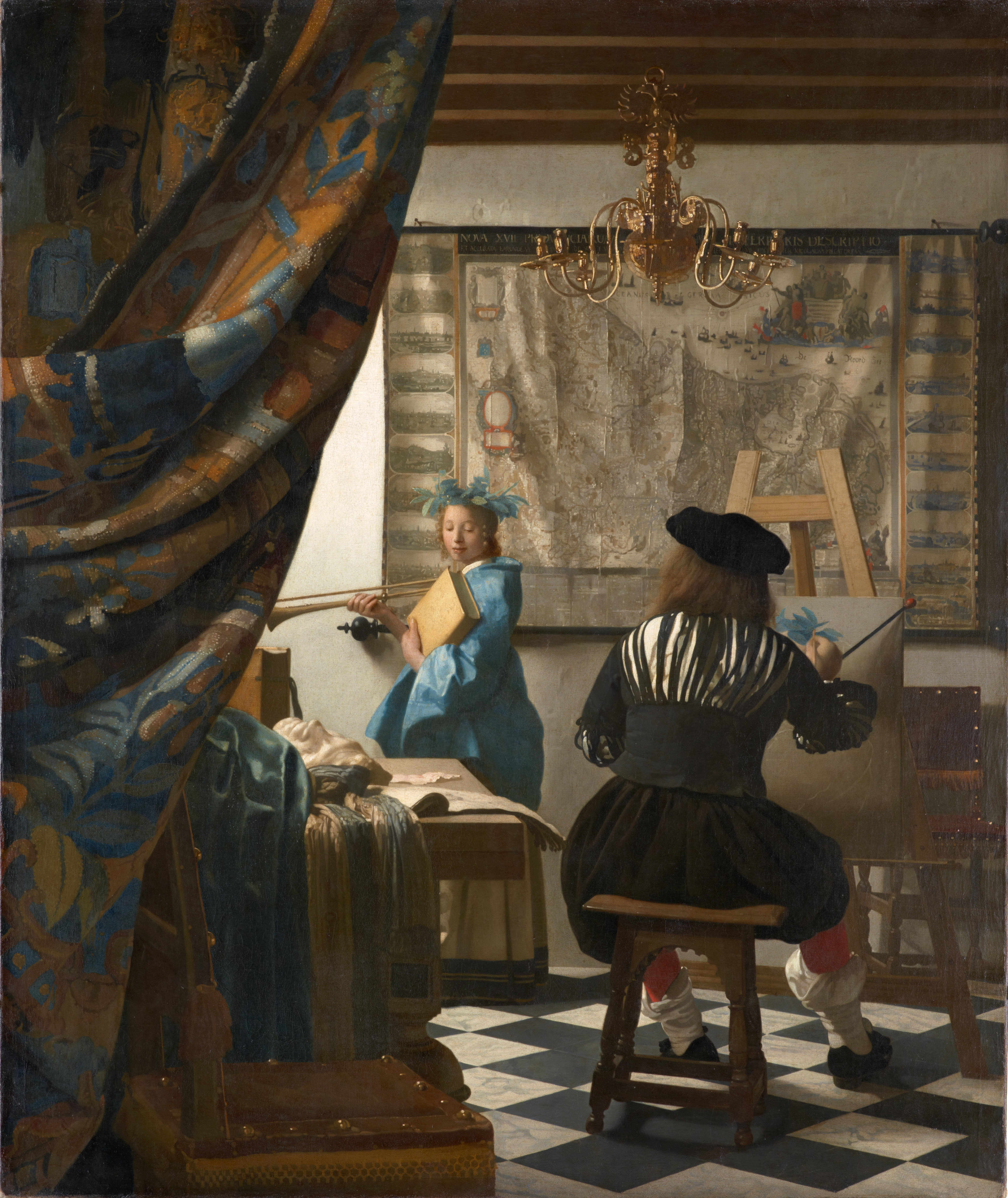
絵画に対する寓意画だと考えられているヨハネス・フェルメール画「絵画芸術」
女性は自由を、乳房は母性（祖国）、等を様々な比喩のウジェーヌ・ドラクロワ画「民衆を導く自由の女神」